# Herrmann Rudolf Wendroth

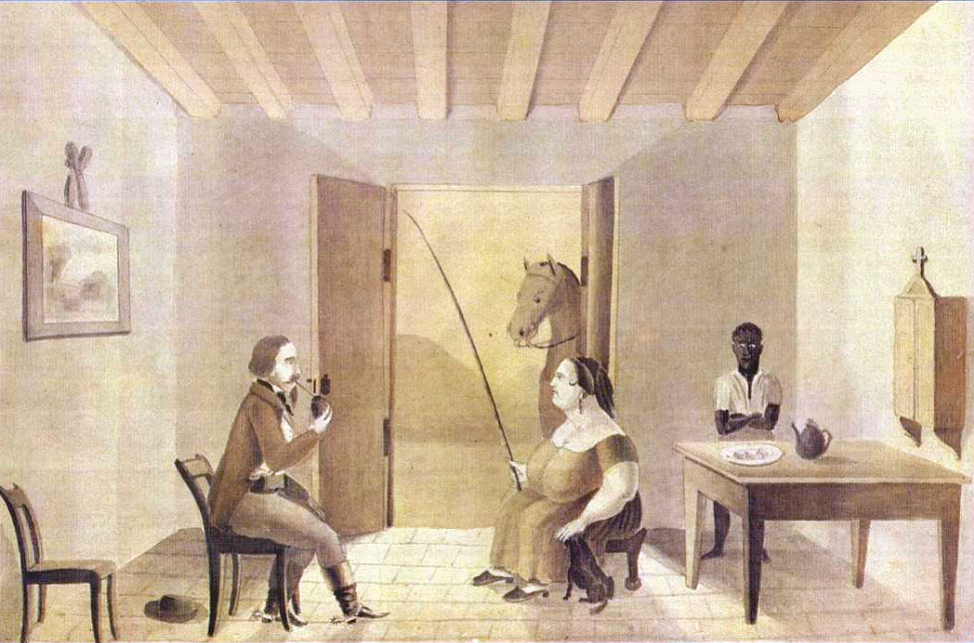
"Aventura com uma brasileira", autorretrato de Wendroth na casa de uma mulher

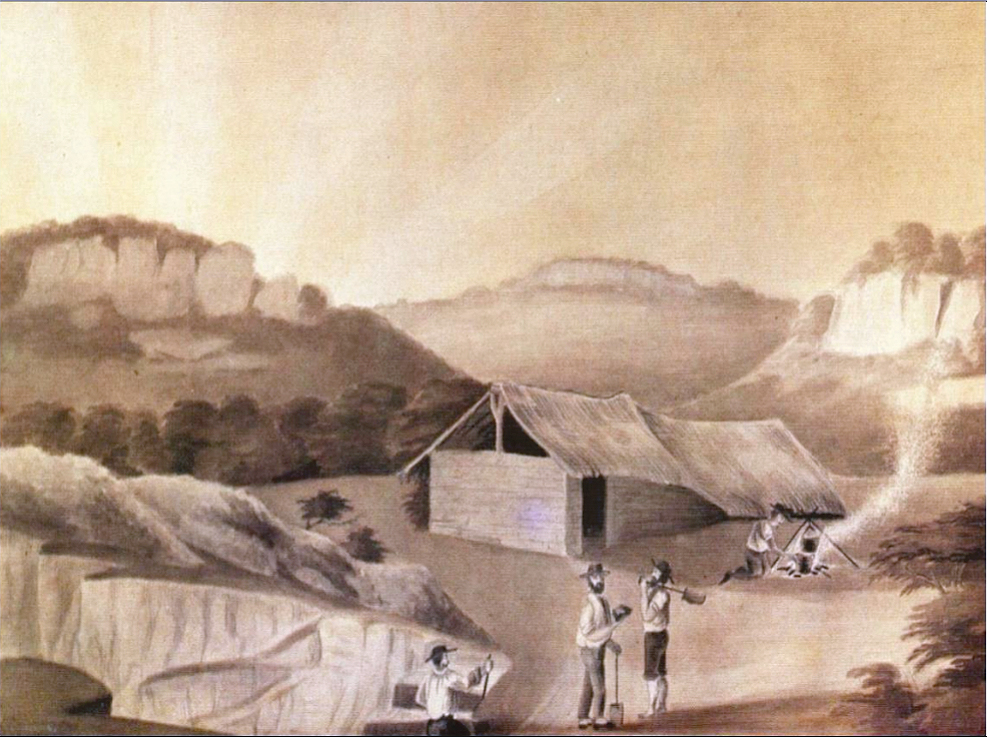
Barracão onde o artista viveu durante sua passagem pelas minas de Lavras

Herrmann Rudolf Wendroth foi um mercenário e artista plástico amador alemão que veio para o Brasil em 1851 e deixou importante documentação visual sobre a província do Rio Grande do Sul.

## Biografia
Sabe-se muito pouco sobre sua vida. Nasceu em Mainz, e em 1851 foi contratado pelo governo brasileiro para lutar na Guerra contra Rosas, chegando ao Rio de Janeiro no navio Hamburg e sendo incorporado à Legião Alemã que serviu no sul, cujos integrantes eram conhecidos pela alcunha de brummers (os "resmungadores"). Devido às premências militares, sua transferência para o Rio Grande do Sul foi imediata, chegando em torno de 8 de agosto a Rio Grande, onde conheceu Carlos von Koseritz e foi preso por embriaguez, logo seguindo para Pelotas, onde foi preso novamente por arruaças.
Por sua falta de disciplina, não seguiu com a tropa para o teatro de guerra no Uruguai, mas pelas suas ilustrações parece ter acompanhado parte do itinerário da Legião Alemã pelo menos até Porto Alegre e Rio Pardo, mas em 20 de setembro de 1851 já havia se desligado da Legião, passando a uma vida de aventureiro errante. Depois esteve em Lavras do Sul, onde demorou-se explorando ouro nas minas da região. Ali elaborou um memorial sobre a geologia e mineralogia dos terrenos, que encaminhou ao presidente da província.
Dali seguiu em viagem por diversas partes do interior, vivenciando uma série de aventuras e dificuldades. Desde sua chegada fixou em esboços, aquarelas e desenhos os tipos humanos locais, a paisagem urbana e o ambiente natural com seus cenários, plantas e animais característicos, produzindo o mais importante conjunto de documentação visual da província de meados do século XIX. Faleceu em data e local desconhecidos.

## Obra

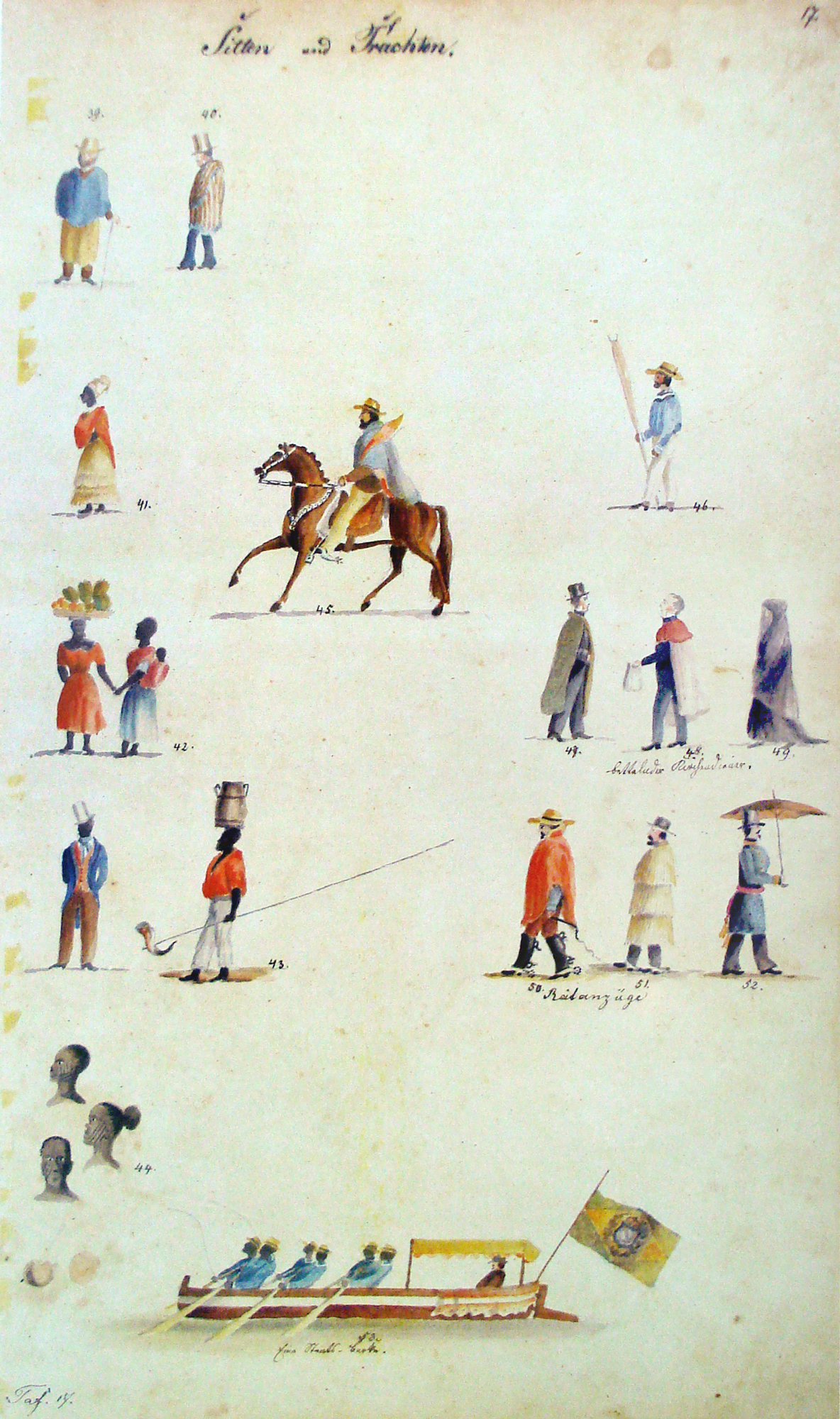
Tipos humanos da província

Wendroth havia se dirigido ao Brasil na esperança de fazer fortuna, e neste sentido é que a coleção de imagens deve ter sido produzida, pois aparentemente tencionava publicá-las para venda ao voltar para a Europa, estando em voga naquela época publicações de álbuns e gravuras divulgando lugares exóticos, pitorescos e distantes. Isso não aconteceu. Suas obras acabaram na Argentina e em 1857 estavam em posse de um certo F. A. Buhlmann, que em 1863 enviou-as de Buenos Aires para o imperador D. Pedro II junto com uma carta, onde se fez passar como o autor, pediu-lhe que as comprasse ao preço que melhor lhe conviesse, e disse que originalmente foram pretendidas para serem editadas na Alemanha mas a ideia não pudera ser realizada por falta de recursos. É possível que Wendroth tenha falecido em Buenos Aires em torno desses anos.
As obras foram efetivamente adquiridas pela família imperial brasileira, permanecendo inacessíveis por muitos anos. Em 1939 o Inventário de Documentos da Casa Imperial do Brasil publicado pela Biblioteca Nacional acusou a existência no Castelo d'Eu, na França, de um álbum encadernado de aquarelas catalogado erroneamente como de autoria de Carlos Emil Buhlmann. A obra foi herdada pelo príncipe D. Pedro Gastão de Orléans e Bragança, estabelecido no Brasil depois da II Guerra Mundial, e em 1963 seu secretário Guilherme Auler, ao trabalhar sobre documentação referente à princesa Isabel, encontrou a carta de Buhlmann e o álbum e notificou Augusto Meyer, que ficou encantado com o material e convocou uma comissão para estudá-lo e providenciar sua publicação. Neste processo, verificou-se, com o auxílio do Instituto de Criminalística do Rio de Janeiro, que a assinatura de Wendroth havia sido raspada e Buhlmann havia colocado a sua por cima, estabelecendo-se a verdadeira autoria das imagens. O general Bertoldo Klinger encarregou-se da catalogação, realizando também a tradução das legendas das imagens e de alguns pequenos textos e poemas anexos.

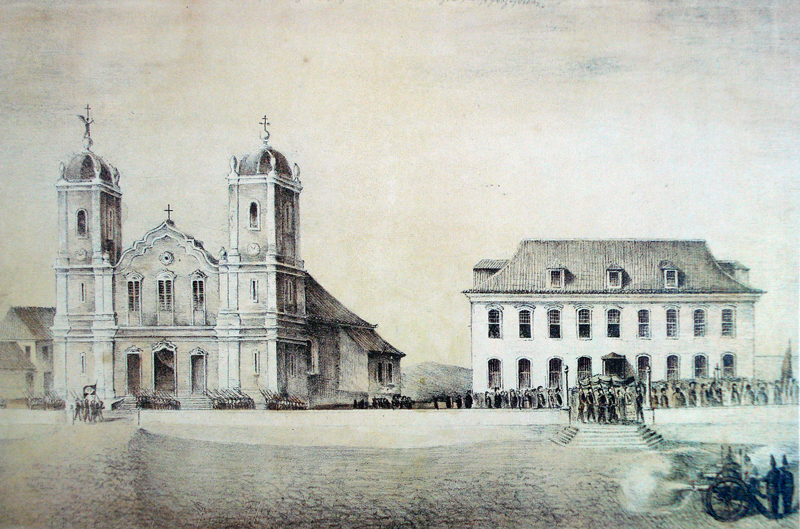
A Matriz e o Palácio do Governo em Porto Alegre

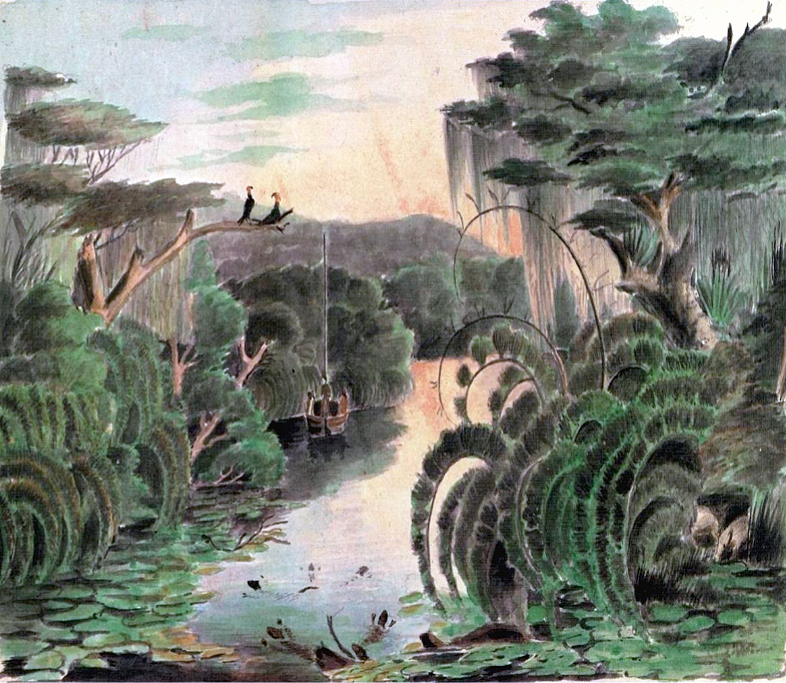
Mata virgem

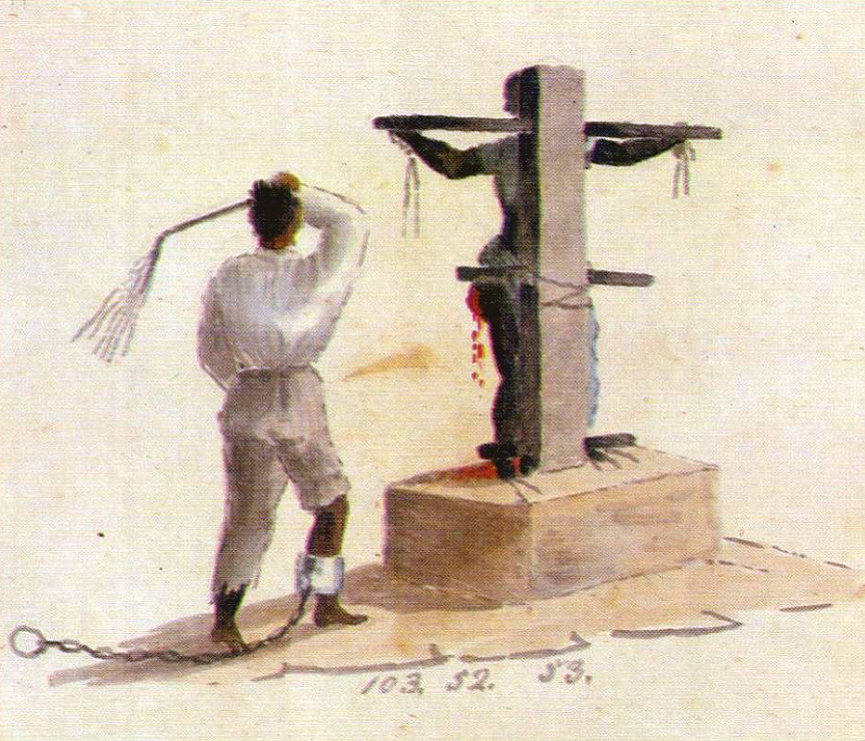
Negro no pelourinho

A publicação, no entanto, não ocorreu. Em 1971, em artigo na Revista Brasileira de Cultura, Hélio Vianna disse que o príncipe D. Pedro Gastão emprestara a coleção para Jaime Bastian Pinto organizar a publicação, que também não veio à luz. Finalmente, em 1982 a empresa Riocell fez uma publicação parcial com uma apresentação de Abeillard Barreto, produzida como presente de fim de ano aos seus funcionários, e no ano seguinte o governo do estado publicou a coleção completa no álbum O Rio Grande do Sul em 1852: aquarelas de Herrmann Rudolf Wendroth. A edição foi lançada ao público em 8 de março de 1983, junto com uma exposição dos originais, sendo o evento que inaugurou a Casa de Cultura Mário Quintana. Desde então suas imagens tiveram uma grande circulação, aparecendo em livros, trabalhos acadêmicos e sites da internet.
Em 2020 uma edição foi publicada pelo Centro de Literaturas e Culturas Lusófonas da Universidade de Lisboa em cooperação com a Biblioteca Rio-Grandense, com texto crítico de Francisco das Neves Alves e Luiz Henrique Torres. Para os autores, "a obra de Wendroth trazia um elemento constitutivo fundamental para um melhor entendimento do passado sul-rio-grandense — a imagem. [...] Assim como a natureza e as edificações humanas faziam parte da obra de Wendroth, as variadas facetas da formação social sulina também estavam presentes, aparecendo os diversificados tipos humanos que compunham tal sociedade", como o típico gaúcho, os estancieiros, os tropeiros e viajantes, os soldados, os indígenas, os escravos e a variada população urbana. Na opinião de Maria Angélica Zubaran, é "uma coleção iconográfica de raro valor cultural e documental sobre a paisagem natural e urbana e sobre os usos e costumes dos rio-grandenses no século XIX, e sobretudo porque constitui-se num dos raros registros visuais do Rio Grande do Sul da segunda metade do século XIX". Para Júlio Bittencourt Francisco, é "o mais vasto registro visual do Rio Grande do Sul no século XIX".
Suas ilustrações muitas vezes revelam uma veia satírica e jocosa que se aproxima da caricatura, mas não deixou de retratar aspectos conflituosos da sociedade, como a distância entre as classes sociais, mostrando os trajes, habitações e costumes diferenciados da elite e do povo comum, e a escravidão, mostrando os negros em seus trabalhos pesados e os castigos que recebiam. Evidenciou ainda alguns problemas infraestruturais da província, como as más condições do porto do Rio Grande e a precariedade dos meios de transporte e dos caminhos. Em muitas imagens o autor vira protagonista das cenas, ilustrando as situações por que passou, como as temporadas na cadeia, a caça, a bebida, as incursões no mato, a discussão com um padre, a atividade como garimpeiro, os galanteios amorosos. Para Luciana da Costa Oliveira, 
"A obra do artista-soldado possui vários matizes. Quando é autobiográfica, muitas vezes ele se utiliza de um tom mais satírico e cômico e, quando se volta às paisagens, já sobressai um aquarelista mais preocupado com o detalhe e com as cores. No entanto, quando sua produção se volta aos tipos humanos ou cenas que, possivelmente, lhe eram diferentes e que, por certo, lhe causaram estranhamento, o aspecto descritivo e, às vezes, classificatório, parece ser o predominante. [...] Inserido no contexto das viagens do século XIX, ele, tal qual os demais homens que atravessaram o Atlântico em busca de novas espécies e histórias, igualmente comportou-se como um artista documentador pois, tal qual alguns de seus contemporâneos, foi um analista meticuloso e observador de particularidades do mundo".